# 长柄艾纳香
长柄艾纳香（学名：Blumea membranacea）为菊科艾纳香属的一年生草本植物。
茎直立，高0.3-1米，基部径2-5毫米，分枝或稀不分枝，具粗条棱，下部被疏腺状短柔毛，上部和花序轴上的毛较密，节间长3-5厘米。下部叶有长达3-4厘米的细柄，叶片倒卵形至倒披针形，连叶柄长9-15厘米，宽4-5厘米，齿状或琴状分裂，顶裂片大，卵形或椭圆形，侧裂片小，1-2对，三角形或线状长圆形，基部长楔尖，顶端短尖或稍钝，边缘有锯齿，两面被疏柔毛，中脉在下面稍凸起，侧脉4-6对，弧状上升，网脉明显；上部叶小，无柄或有短柄，不分裂，倒卵形或倒卵状披针形，长2-4厘米，宽1-2厘米，基部楔尖，顶端短尖，边缘有不规则的锯齿。头状花序少数，紧密，径5-7毫米，无柄或有长1-3毫米的短柄，常3-5个簇生或在小枝顶端排列成狭圆锥花序，再排成具叶的大圆锥花序；总苞圆柱形，长约5毫米，花后常反折；总苞片约4层，全部线形，长1-4毫米，顶端钝或稍尖，背面被疏短柔毛和杂有多数腺体，内层长于外层五倍，向基部渐狭，顶端长尖或尾尖，边缘干膜质，上部被疏毛；花托平或稍凸，径2-3毫米，无毛，蜂窝状。花黄色；雌花多数，细管状，长约5毫米，檐部2-3齿裂，无毛；两性花少数，约与雌花等长，花冠管状，向上渐扩大，檐部5齿裂，裂片三角形，短尖，背面有腺体。瘦果圆柱形，长约0.7毫米，具条棱，被疏毛。冠毛白色，糙毛状，长4-5毫米。花期1-3月。目前尚未由人工引种栽培。

### 分布
生长于台湾岛、马来西亚、巴基斯坦、缅甸、斯里兰卡、印度尼西亚、中南半岛、印度以及中国大陆的广西、云南、广东海拔500米至1,400米的地区，常生长在密林中及山谷溪流边。